# Kalwaria w Licheniu Starym

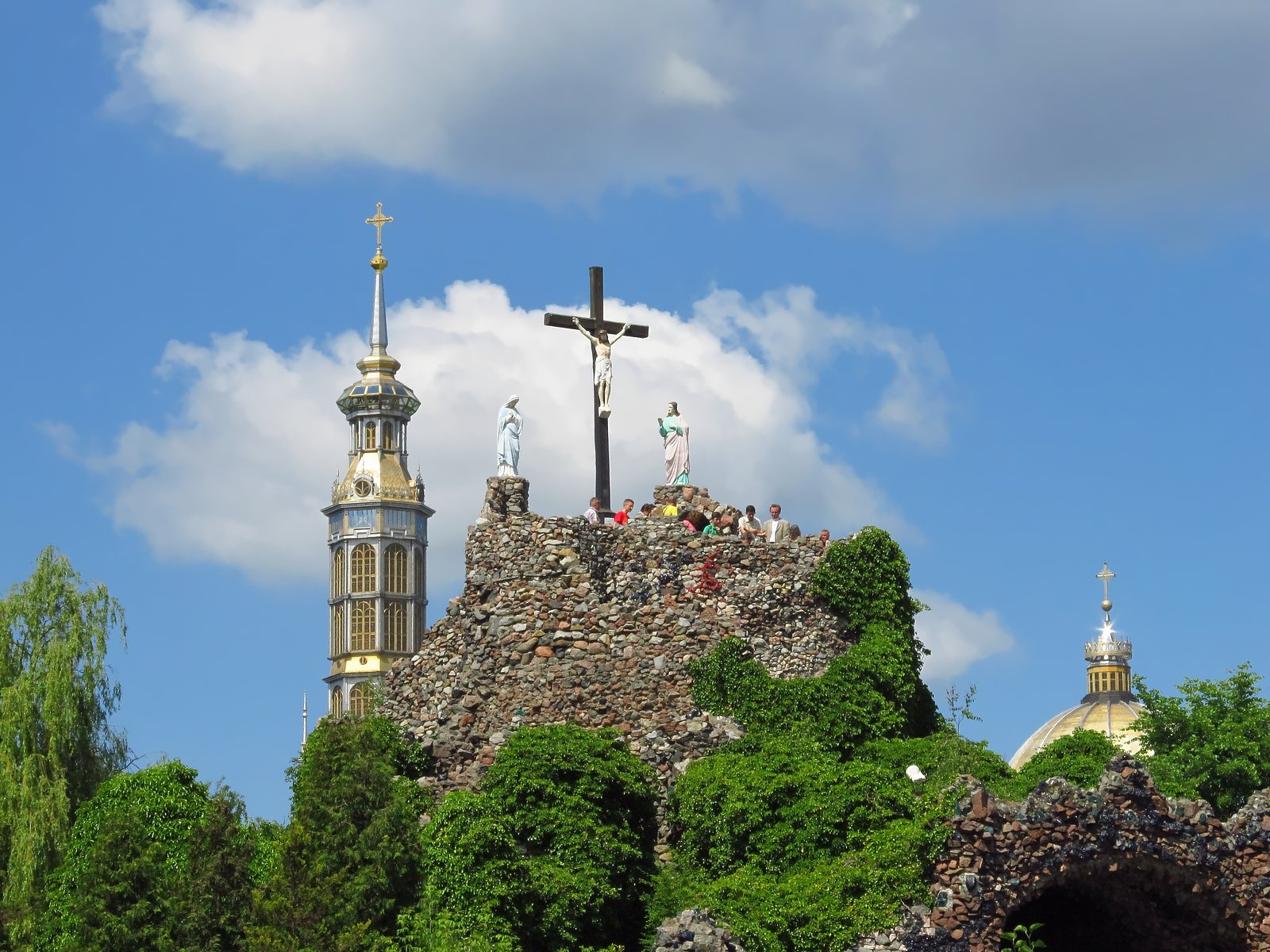
Platforma szczytowa

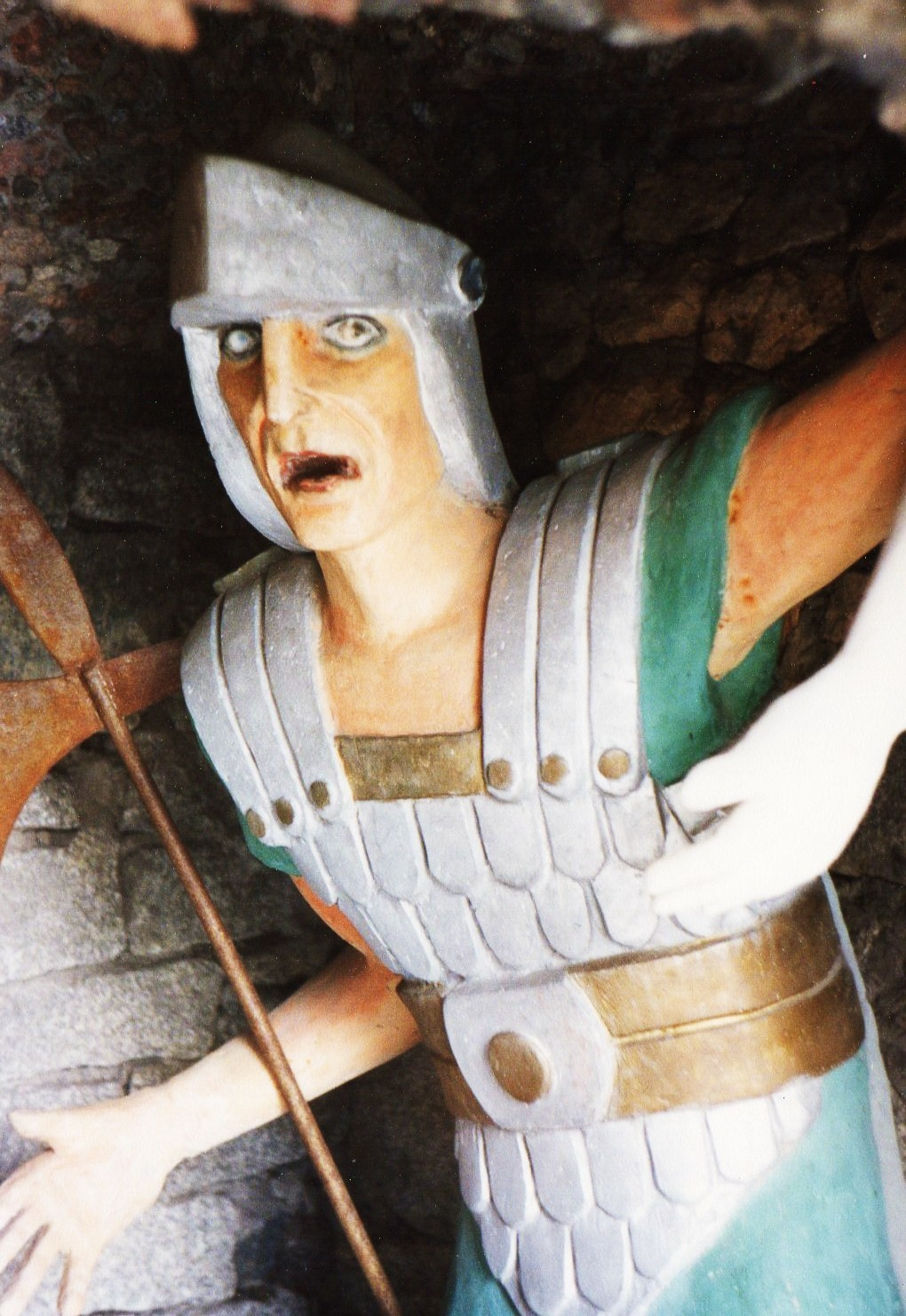
Rzeźba żołnierza rzymskiego

Kalwaria w Licheniu (także: Golgota w Licheniu) – założenie kalwaryjne zlokalizowane w Licheniu Starym, na terenie tamtejszego sanktuarium maryjnego.

## Charakter
Kalwaria o wysokości 25 metrów powstała w latach 1976 (lub 1974 albo 1972) – 1985 (lub 1983). Składa się na nią sztucznie utworzone z głazów narzutowych wzgórze, w które wkomponowano labirynt ścieżek, kaplic, rzeźb, tablic i grup figuralnych, związanych w różnym stopniu z męką Jezusa Chrystusa. Pomysłodawcą i głównym realizatorem założenia był ks. Eugeniusz Makulski, a twórczynią większości wystroju rzeźbiarskiego – Olga Bajkowska. W zamyśle Makulskiego Golgota miała być zadośćuczynieniem za świętokradztwo, jakim było podziurawienie z pistoletu krucyfiksu licheńskiego przez nazistów w czasie II wojny światowej.

## Historia
Pierwsze prace przy budowie kalwarii rozpoczęto 14 kwietnia 1976 i były one nielegalne w myśl prawa PRL. Makulski miał już w zawieszeniu inne wyroki (łącznie 7 lat więzienia) za inne samowole budowlane związane z rozwojem sanktuarium. Wybrano obszar za cmentarzem, w niewielkim zagłębieniu terenowym. Pierwsze wozy ziemi zwozili miejscowi rolnicy. Gdy budowla osiągnęła trzy metry wysokości osadzono na niej po raz pierwszy krzyż dębowy i figury Matki Boskiej oraz św. Jana. Stopniowo, w miarę nadsypywania ziemi, figury podnoszono coraz wyżej – łącznie operację tę powtarzano osiem razy. Interweniowały lokalne władze komunistyczne, jednak w ostateczności zalegalizowały one budowę, jako ołtarz polowy. Prace wykonywano w dużym stopniu improwizując, często bez planów, odpowiednich maszyn i narzędzi. Budowa była sabotowana przez służby PRL, m.in. dwukrotnie spuszczono z góry silne strumienie wody, rozmywając częściowo obiekt. Działania te dały asumpt do wybudowania trwalszej formy kalwarii. Zaczęto pozyskiwać głazy z odkrywek kopalni węgla brunatnego pod Koninem. Ich waga dochodziła nawet do 10 ton, więc sam proces ich toczenia i przemieszczania na kalwarię wymagał zastosowania wymyślnego systemu dźwigów i pochylni, często o miejscowej konstrukcji. Majstrami budowy byli: Józef Goman, Jan Kołodziejski i Eugeniusz Bąk. Oprócz kamieni strukturę architektoniczną Golgoty tworzą szklane bryły różnej barwy i kształtu, pozyskiwane z hut szkła. Uzupełnienie obiektu stanowią kamienie sprowadzone z Góry Oliwnej, Góry Tabor, czy Kalwarii w Jerozolimie.
Według Makulskiego Golgota licheńska nie ma stanowić przykładu sztuki wysokiej, lecz ma być ludowym przedstawieniem rzeczywistej drogi krzyżowej Chrystusa. Chodzi o katechizmowe wyłożenie prawdy o grzechach, odkupieniu, miłości i zdradzie.

## Kaplice
Oprócz stacji drogi krzyżowej autorstwa Olgi Bajkowskiej (1976) na terenie kalwarii znajduje się szereg kaplic, tarasów i nisz wypełnionych figurami projektu tej samej artystki. Są to (w kolejności wejścia i zejścia):
- Ogrójec. Unoszący się w Ogrójcu anioł podaje Chrystusowi kielich. Grupę uzupełniają figury trzech czuwających uczniów,
- Grota biczowania. Realistyczna, krwawa, scena biczowania Jezusa przez żołnierzy. Grota łączy się z kaplicą przebłagania i pokuty za grzechy alkoholizmu, narkomanii i nikotynizmu,
- Grota objawień licheńskich. Kolorowa kaplica mająca przypominać ludową szkatułkę, udekorowana bryłami kolorowego szkła. Obrazuje scenę objawień licheńskich,
- Grota dzieci nienarodzonych. Grupa figuralna zapłakanych rodziców nad trumienką dziecka. Spada na nich wina za akt aborcji. Na ścianie wyryty jest dramatyczny apel nienarodzonego dziecka skierowany do przyszłych rodziców,
- Grota pamięci kapłanów. Upamiętnia księży, którzy pracowali w sanktuarium licheńskim. 28 czerwca 1997 przeniesiono ich szczątki z krypty pod starym kościołem głównym[2],
- Jaskinia zdrady. Judasz całujący Jezusa. Napisy na ścianach wyszczególniają poszczególne rodzaje zdrad: Chrystusa, narodu, przyjaciela, modlitwy, małżeństwa, wiary, sumienia, własnych przekonań, Kościoła. Wyliczono tu też główne grzechy prowadzące do zdrady,
- Sąd. Grupa figuralna przedstawiająca w sposób ludowy sąd Boga nad człowiekiem. Centralnie umieszczona postać Chrystusa Króla i klęczący przed nią osobnik z ciężkim workiem uczynków przewieszonym przez plecy. Obok stoi anioł z wagą i mieczem,
- Platforma szczytowa. Wraz z napływem liczby pielgrzymów została przebudowana. Wcześniej wchodziło się i schodziło tymi samymi, wąskimi schodami. Potem stworzono osobne drogi wejścia i zejścia. Na szczycie stoi krzyż oraz figury Matki Boskiej oraz św. Jana. Pod platformą znajduje się grota Grobu Jezusa. Widok obejmuje jezioro Licheńskie, zakłady przemysłowe, kopalnie i elektrownie zagłębia konińskiego, miasto Konin i wiele okolicznych wsi,
- Grób Jezusa zwany też grotą magiczną lub kryształową. Kaplica wsparta na licznych kolumnach, zdobiona błyszczącymi bryłami szkła, także na sklepieniu. W centrum leży rzeźba zmarłego Jezusa. Po gwarze platformy widokowej pomieszczenie kontrastować ma ciszą,
- Zaparcie się Piotra. Piotr zapierający się Jezusa w towarzystwie koguta,
- Schody pokutne. Przeznaczone do wchodzenia na kolanach. Narzędzie ekspiacji,
- Grota Wniebowzięcia Matki Bożej. Ściany prawie w całości pokryte barwnymi bryłami szkła. Grupa rzeźb ma wysokość prawie 6 metrów. Przedstawia unoszącą się do nieba Matkę Boską w towarzystwie aniołów. U góry oczekuje Trójca Święta. Grota ta ma być konsekwencją całości przeżyć po przejściu kalwarii – po męce, strachu i upokorzeniu ma przynosić ukojenie, nadzieję i radość[8].